# Andrej Brglez
Andrej Brglez (*20.februarja 1969) je sociolog, publicist, raziskovalec mobilnosti, televizijski urednik in voditelj strokovnih oddaj s področij trajnostne mobilnosti, prometnih in razvojnih politik. Je veteran vojne za Slovenijo. Direktor Inštituta za civilizacijo in kulturo. Urednik oddaje Avtomobilnost na TV Slovenija. Avtor prispevkov za podkast APM - Avtomobilsko prometne minute. Dolgoletni sodelavec različnih domačih in tujih tiskanih medijev. Je eden najbolj uveljavljenih strokovnjakov za področje varnosti in trajnostne mobilnosti pri nas, avtor in pobudnik številnih preventivnih akcij za motoriste in voznike osebnih vozil, pisec različnih prometnovarnostnih in okoljskih publikacij, inštruktor varne vožnje in dolgoletni testni voznik osebnih vozil in motociklov. Od leta 2021 je tudi predsednik AMZS. Član Mednarodne avtomobilistične zveze FIA. 

## Zasebno
Njegova mati je Neda Pagon, oče Pavel Brglez, njegova sestra pa Alja Brglez.